# 石門山北峰
石門山北峰是台灣中央山脈北段主脊上的高山合歡山的一座副峰，山頂為南北長200多公尺的平緩草坡平頂，未設基石。此平頂南北嶺線即為中央山脈主脊，也為西側南投縣仁愛鄉大同村與東側花蓮縣秀林鄉富世村的交界。最高點在平頂的北側，海拔3290公尺。平頂的中央有不到數公尺高的小起伏，標高3287公尺，有山友稱為哈哈山，立有小樁標示。平頂的南側另有一個小起伏，標高3285公尺，有山友稱為南哈哈山，有疊石作為標示，位於往哈哈山的步道左側。石門山北峰位在石門山西北方近800公尺處，雖稱石門山北峰但比石門山高，日治時合歡越嶺道從這兩座山峰之間的山稜岩壁鑿開，形成一個石門，故得名。現今省道台14甲線從此穿越，山頂即在路旁數百公尺，交通尚稱方便。位處太魯閣國家公園境內，山頂可眺望合歡群峰。